# George Fox

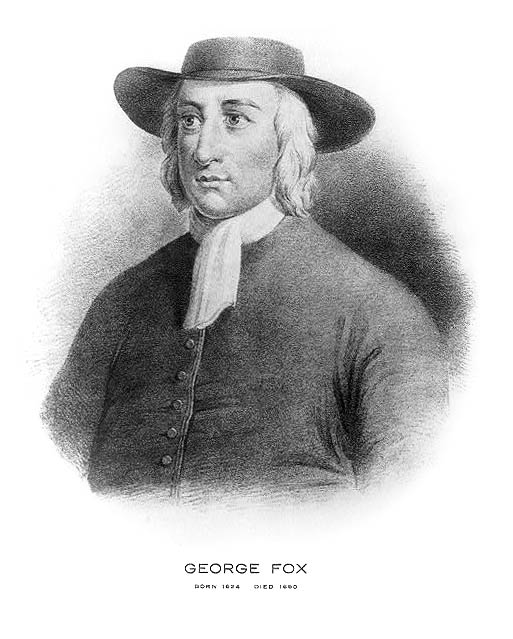
George Fox

George Fox (Leicestershire, Regne d'Anglaterra; juliol de 1624 – Londres, 13 de gener de 1691) va ser un dissident anglès fundador de la Societat Religiosa d'Amics, els membres dels quals són comunament coneguts com a "quàquers".
Va viure en una època de grans moviments socials i es va rebel·lar en contra del consens religiós i polític, en promoure un enfocament poc usual del cristianisme. El seu diari és una lectura popular, àdhuc entre els qui no són quàquers, a causa de la seva forma de narrar el seu recorregut personal.
Durant una manifestació el 1650, Fox va ser empresonat per blasfèmia. Per burlar-se de la frase de Fox «Que tremoli en la paraula del Senyor», un jutge va anomenar-lo a ell i als seus seguidors Quakers («els que tremolen»). Amb aquest nom (quàquers) es coneix avui dia els seguidors de la seva doctrina.
La seva imatge és coneguda actualment per aparèixer en els productes de la Quaker Oats Company.

## Els primers anys
Fox va néixer en un poble del Comtat de Leicester, Anglaterra (ara conegut com a Fenny Drayton), 24 km al sud-oest de Leicester. El seu pare, Christopher Fox, era un teixidor, conegut pels seus veïns com «el cristià més recte»; la seva mare, Mary Llac, era, segons Fox, «de les reserves dels màrtirs».
Durant la seva infància, Fox va tenir una seriosa devoció religiosa. La seva educació estava basada en la fe i en la pràctica de l'església d'Anglaterra, de la qual la seva família era membre; l'església del seu poble era puritana i presbiteriana. No va tenir una educació formal, però va aprendre a llegir i a escriure. Durant la seva adolescència, estava fascinat amb la Bíblia, la qual estudiava contínuament. Fox va afirmar: «Quan vaig complir onze anys, vaig conèixer la puresa i la rectitud; i mentre era un nen vaig aprendre a viure per mantenir-me pur. El Senyor em va ensenyar a ser fidel, en totes les coses, i a actuar fidelment de dues maneres: interiorment, cap a Déu, i exteriorment, cap a l'home.» (Jones 1908 [1]).
Quan va créixer, va pensar a fer-se ministre religiós. No obstant això, va ser aprenent d'un sabater, ofici apropiat per al seu temperament contemplatiu. Va arribar a ser ben conegut per la seva diligència entre els fusters que tenien negocis amb el seu mestre. Una obsessió constant per a Fox era la cerca de la simplicitat en la vida, en el sentit d'humilitat i abandó del luxe, i el curt temps que va passar com a pastor va ser clau per a la formació d'aquesta idea. En els seus darrers anys, va escriure una carta de difusió general assenyalant que Abel, Noè, Abraham, Jacob, Moisès i David eren tots cuidadors d'ovelles o bestiar, i que una educació apresa no hauria de ser vista com un requisit per al sacerdoci. (Marsh 1847, 364).
Malgrat la seva educació, Fox no va sentir vergonya de travar amistat amb gent educada. Sovint visitava Nathaniel Stephens, el pastor protestant de la seva ciutat, amb qui mantenia llargues discussions sobre assumptes religiosos. Stephens considerava Fox com un home jove dotat, però tots dos estaven en desacord en molts temes, per la qual cosa més tard Nathaniel tractaria Fox com un boig i en malparlaria durant la seva carrera. També tenia amics que eren «professors» (seguidors de la religió estàndard), però a l'edat de 19 anys havia començat a mirar amb menyspreu els seus comportaments, en particular, per l'alcohol. Fox va registrar que una nit, mentre orava, va sentir una veu interior dient-li: «Tu veus com els joves s'avenen en la vanitat, i els vells, en la terra; i has d'abstenir-te de tots, joves i adults, i mantenir-te fora de tot, i ser com un estrany per a tot.» (Jones 1908 [2]).

## Empresonament
A Derby, Fox va ser empresonat per blasfèmia el 1650. Un jutge es va burlar de l'exhortació de Fox a «tremolar davant la paraula del Senyor», cridant-lo a ell i als seus seguidors quàquers, que és el nom que avui es fa servir normalment per a referir-se a la Societat d'Amics. Va sofrir un penós tractament a la presó, a causa de la seva negativa a lluitar contra la tornada de la monarquia (o millor dit, a prendre les armes amb qualsevol motiu). Va ser condemnat de nou en 1653 en Carlisle; fins i tot es va proposar condemnar-lo a mort, però el Parlament d'Anglaterra va sol·licitar la seva posada en llibertat per evitar «la mort d'un jove (...) a causa de la religió».
Aquests començaments sota persecució van forçar a Fox a fixar la seva posició sobre els juraments i la violència. Encara que prèviament ja havia mostrat en els seus discursos la seva tendència contrària a jurar o a prendre les armes, aquesta actitud es va tornar una part molt important de la seva predicació pública: estava fermament decidit al fet que ni ell ni cap dels seus seguidors cedissin sota la pressió. En una carta de 1652 («El que s'aconsegueix per l'espasa»), va instar als Amics a no usar armes físiques, sinó espirituals, dient-los: «Deixeu a les onades [el poder dels estats] trencar contra els vostres caps».
Va ser empresonat de nou a Londres el 1654; Launceston, el 1656; Lancaster, el 1660 i 1663; Scarborough, el 1666 i a Worcester el 1674. Sovint era arrestat sense cap càrrec excepte «causar disturbis», però ell i la resta dels Amics també van ser acusats de delictes més greus. Els quàquers desafiaven les lleis en contra dels cultes no autoritzats, malgrat que aquests reglaments eren aplicats de forma molt irregular. Els actes basats en la defensa de la igualtat social, com no usar mai els títols de noblesa, o no descobrir-se el cap enfront del tribunal, eren titllats d'irrespectuosos. La negativa a fer juraments feia que els quàquers anessin perseguits per la llei per incompliment del Jurament de Lleialtat; a més, provocava greus conflictes en atestar davant el tribunal.
Malgrat trobar-se a la presó, George Fox va seguir escrivint i predicant. Sentia que un costat positiu d'estar empresonat era poder estar en contacte amb persones que necessitaven la seva ajuda, tant els carcellers com els seus companys de presó. A més va mirar de donar exemple amb les seves accions, posant l'altra galta quan era copejat i no deixant-se abatre pel maltractament dels seus guardians.

## Sofriment i desenvolupament
Les persecucions d'aquests anys, amb uns mil Amics empresonats el 1657, va endurir les opinions de Fox sobre els ritus tradicionals socials i religiosos. En les seves prèdiques, sovint emfatitzava el rebuig dels quàquers al baptisme amb aigua; aquesta era una forma útil de ressaltar com la idea dels Amics sobre la transformació interna diferia del que ells consideraven la superstició dels rituals. També resultava una deliberada provocació als partidaris d'aquests ritus, proporcionant-li a Fox l'oportunitat per a discutir amb ells sobre temes d'Escriptures. Aquesta forma d'actuar es mostrava així mateix en les seves aparicions davant els tribunals: quan un jutge li instava a llevar-se el barret, Fox responia preguntant en quin lloc de la Bíblia es trobava tal normativa.
La Societat d'Amics va anar-se organitzant progressivament cap al final de la dècada. Es duien a terme grans reunions, incloent-hi un esdeveniment de tres dies a Bedfordshire, el precursor de l'actual Trobada Britànica Anual. Fox també va encarregar a dos Amics que viatgessin pel país recollint els testimoniatges dels quàquers empresonats, com a evidència de la persecució a la qual eren sotmesos; això va donar lloc a la fundació el 1675 de la Reunió dels Sofriments, que ha seguit celebrant-se fins a l'actualitat.
Pràcticament tots els estudiosos coincideixen que en la dècada dels 50, quan els Amics eren més combatius, va ser el període més creatiu de la seva història, i a mesura que el final de la dècada s'apropava Fox anava adquirint una actitud més optimista sobre la idea que el moviment es convertís, en les seves pròpies paraules, «a l'Església d'Anglaterra». El 1659 va enviar al Parlament el seu pamflet més políticament radical, Fifty-nine Particulars laid down for the Regulating Things, però l'època era tan turbulenta que no se li va fer cas.